# Leptotes (orquídea)
Leptotes es un género que tiene asignada nueve especie de orquídeas, de la tribu Epidendreae de la familia (Orchidaceae). Son nativos de Brasil, Argentina y Paraguay.

## Descripción
Son pequeñas plantas que tienen unas grandes flores en comparación con su tamaño. Tiene una casi hoja sobre un corto tallo axilar sobre el que se desarrolla una inflorescencia con una o pocas flores con pétalos y sépalos similares y un labio trilobulado y seis cerosas polinias, cuatro grandes y dos pequeñas. Crece sobre corcho, madera o árboles caídos donde acomoda su pequeño pseudobulbo. Prosperan con moderada sombra y humedad y necesita menos agua después de florecer.

## Taxonomía
El género fue descrito por John Lindley y publicado en Edwards's Botanical Register 19: t. 1625. 1833.

## Especies deLeptotes
- Leptotes bicolor  Lindl. (1833) - especie tipo
- Leptotes bohnkiana  Campacci (2004)
- Leptotes harryphillipsii  Christenson (2004)
- Leptotes mogyensis  Krackow. ex Christenson (2004)
- Leptotes pauloensis  Hoehne  1934)
- Leptotes pohlitinocoi  V.P.Castro & Chiron (2004)
- Leptotes tenuis  Rchb.f. (1865)
- Leptotes unicolor  Barb.Rodr. (1877)
- Leptotes vellozicola  Van den Berg (2006)